# Juan Murillo de Valdivia
Juan Murillo de Valdivia y Martínez Matamoros (1908-18 de enero de 1972) fue un político español, presidente de la Diputación de Badajoz y gobernador civil de Zamora, Segovia y Albacete durante la dictadura franquista.

## Biografía
Nacido en 1908 en la localidad pacense de Castuera, desempeñó el cargo de presidente de la Diputación Provincial de Badajoz entre el 30 de abril de 1940 y el 2 de junio de 1949. En calidad de presidente de la diputación provincial, detentó el cargo de procurador en las Cortes franquistas entre 1946 y 1949. Murillo de Valdivia, que había desempeñado cargos en FET y de las JONS, como el de delegado provincial de Mutualidades Laborales, pasó a ejercer posteriormente y de forma consecutiva el gobierno civil de tres provincias: el de la de Zamora entre 1953 y 1961, el de la de Segovia entre 1961 y 1968, y el de la de Albacete entre 1968 y 1970. Descendiente del conquistador Pedro de Valdivia, asistió invitado a los actos de celebración del cuarto centenario de la fundación de la ciudad chilena de Concepción que tuvieron lugar en octubre de 1950.
Falleció en Madrid el 18 de enero de 1972.

## Distinciones
- Encomienda con Placa de la Orden Imperial del Yugo y las Flechas (1957)[13]
- Gran Cruz de la Orden de Cisneros (1964)[14]